# François Reichenbach

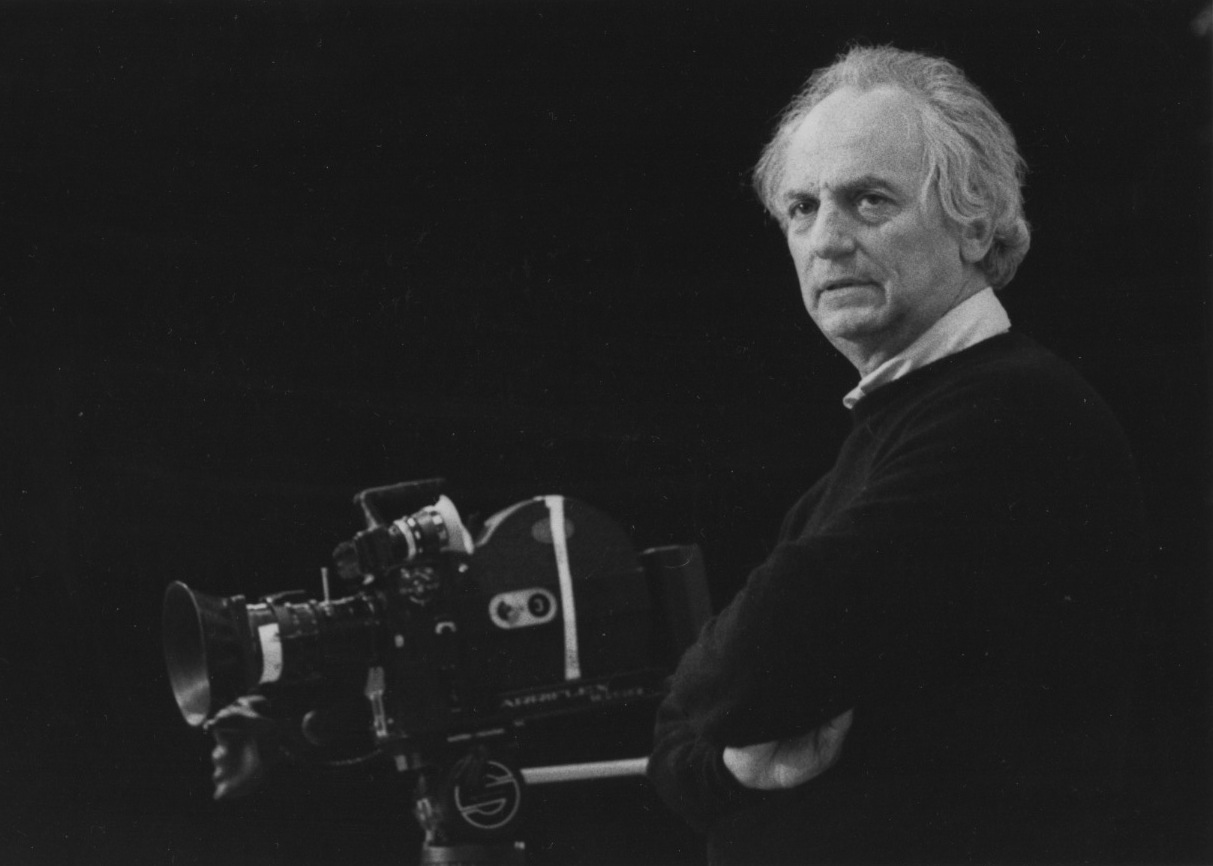
François Reichenbach (1979)

François Arnold Reichenbach (* 3. Juli 1921 in Paris; † 2. Februar 1993 in Neuilly-sur-Seine, Frankreich) war ein französischer Dokumentarfilmregisseur.

## Leben und Wirken
François Arnold Reichenbach studierte Musik in Genf. Während des Zweiten Weltkriegs schrieb er unter anderem Chansontexte für Édith Piaf. Von 1947 bis 1952 arbeitete er als Kunstkritiker, Kunstberater – er beriet US-amerikanische Museen beim Kauf europäischer Kunst – und Chansontexter, ehe er sich für den Film begeisterte. 1953 begann Reichenbach seine Arbeit mit einem 16-mm-Amateurkurzfilm über ein Pferderennen in Longchamps als Kurzfilmregisseur. Bereits drei Jahre darauf erhielt er seinen ersten Filmpreis, für „Impressions de New York“ auf dem Kurzfilmfestival von Tours. Vor allem die USA und Mexiko galt in seiner frühen Schaffensphase sein filmisches Interesse. Mit seiner hervorragend fotografierten und geschickt montierten Nordamerika-Dokumentation „Traumland Goldener Westen“, die Reichenbach „als exzellenten Beobachter mit einer sehr persönlichen Sichtweise der Dinge“ auswies, konnte sich Reichenbach endgültig durchsetzen.
Reichenbachs spätere Werke unterstrichen seine schöpferische Kontinuität, ohne dass ihr Macher die Aufmerksamkeit und den Applaus seiner früheren Arbeiten erhielt. Reichenbachs 1962 angefertigte Inszenierung aus der französischen Provinz „La douceur de village“ wurde 1964 als Bester Kurzfilm in Cannes ausgezeichnet, ein Orson-Welles-Porträt vier Jahre darauf in Berlin mit dem ‘Goldenen Bären’. Anfang 1970 erhielt Reichenbach für sein Porträt des Pianisten Arthur Rubinstein „Die Musik – mein Leben“ einen Oscar in der Sparte ‘Bester Dokumentarfilm’. Reichenbach, dessen Cousin der Produzent Pierre Braunberger war, hat auch zahllose Dokumentarfilmbeiträge für das Fernsehen inszeniert, darunter Prominentenbetrachtungen von so unterschiedlichen Persönlichkeiten wie Yehudi Menuhin, Mireille Mathieu, Sylvie Vartan, Herbert von Karajan und Brigitte Bardot.

## Auszeichnungen
Reichenbach erhielt eine Reihe von unterschiedlichen Filmpreisen:
- 1961: Prix Louis Delluc für Mit meinen Augen
- 1962: Goldenes Segel (Filmfestival Locarno) für Mit meinen Augen
- 1962: Golden Gate Award (Filmfestival San Francisco) für Traumland Goldener Westen
- 1968: Goldener Bär (Berlinale) für Portrait d’Orson Welles

Sein Rubinstein-Film Die Musik – mein Leben gewann 1970 einen Oscar als Bester Dokumentarfilm.
Für die Goldene Palme in Cannes wurde Reichenbach zweimal (1960 und 1975) nominiert.

## Filmografie
Als Regisseur von abendfüllenden Dokumentarfilmen sowie Co-Drehbuchautor und Kameramann, wenn nicht anders angegeben
- 1954: Paris qui ne dort pas (Kurzfilm)
- 1955: New York Ballade (Kurzfilm)
- 1955: Visages de Paris (Kurzfilm)
- 1955: Impressions de New York (Kurzfilm)
- 1956: Le grand sud (Kurzfilm)
- 1957: Les marines (Kurzfilm)
- 1957: Carnaval à la Nouvelle Orléans (Kurzfilm)
- 1958: Parris Island (Parris Island) (Kurzfilm)
- 1958: Traumland Goldener Westen (L’Amérique insolite)
- 1959: November à Paris
- 1961: Mit meinen Augen (Un cœur gros comme ça)
- 1961: Histoire d’un petit garçon devenu grand (Kurzfilm)
- 1962: Le Paris des mannequins (Kurzfilm)
- 1963: Les amoureux du ‘France’ (Co-Regie)
- 1963: La douceur de village (Kurzfilm)
- 1964: Anges gardiens (Kurzfilm)
- 1965: Le Mexique
- 1966: B.B. in USA
- 1967: Mexico, Mexico
- 1967: Portrait d’Orson Welles (Kurzfilm)
- 1968: Männer, Mädchen und Medaillen (Treize jours en France) (Co-Regie)
- 1968: Die Musik – mein Leben (Arthur Rubinstein, l’amour de la vie) (Co-Regie)
- 1968: Erotissimo (nur Rolle)
- 1969: Decameron ‘69 (Kurzspielfilme)
- 1970: L’indiscret
- 1971: Yehudi Menuhin, chemin de lumière (Co-Regie)
- 1971: Die Flower-Power-Karawane (Medicine Ball Caravan)
- 1972: J’ai tout donné
- 1972: Mon amie Sylvie
- 1972: La raison du plus fou (Spielfilm)
- 1973: F wie Fälschung (F For Fake) (nur Auftritt und Produktion)
- 1973: A Monaco
- 1975: ¿No oyes ladrar los perros?
- 1976: Un presidente con so pueblo
- 1976: Sex o’clock USA (Sex o’clock USA)
- 1978: Christus lebt – Kreuzwegstationen aus Mexiko und Leipzig (La passion selon le peuple mexicain)
- 1980: Houston, Texas
- 1981: Texas, le monde a encore un visage
- 1981: Japan – eine Entdeckung (Le Japon insolite)
- 1979–1982: Grace à la musique (Fernsehreihe)
- 1991: Visages Suisse
- 1992: Mexiko, eine Passion (Mexico, un passion)